# Райлэнс, Марк
Сэр Дэ́вид Марк Ра́йлэнс Уо́терс (англ. David Mark Rylance Waters; род. 18 января 1960, Ашфорд, Кент, Кент, Англия, Великобритания), более известный как Марк Райлэнс (англ. Mark Rylance) — британский актёр театра, телевидения и кино, театральный режиссёр и драматург. Является первым художественным руководителем в Шекспировском театре «Глобус» в Лондоне (1995—2005). В 2015 году сыграл Томаса Кромвеля в сериале «Волчий зал» — адаптации BBC Two исторических романов Хилари Мэнтел. Наиболее известен своей дружбой и сотрудничеством с кинорежиссёром Стивеном Спилбергом, у которого он сыграл в фильме «Шпионский мост» в роли советского разведчика Рудольфа Абеля, а также в роли Большого и доброго великана в одноимённом фильме.
Марк Райлэнс является обладателем многочисленных кино- и театральных наград и премий, в том числе и премии Американской академии кинематографических искусств и наук «Оскар» за исполнение роли Рудольфа Абеля в фильме «Шпионский мост», а также трёх премий Британской киноакадемии. За свою театральную карьеру Райлэнс удостоился трёх премий «Тони» и двух премий Лоренса Оливье. В 2016 году Райлэнс был признан журналом Time одним из ста самых влиятельных людей в мире.

## Биография
Райлэнс родился в Эшфорде, Кент, в семье учителей английского языка Энн (дев. Скиннер) и Дэвида Уотерсов. В 1962 году они переехали в Коннектикут, а в 1969 — в Висконсин, где Дэвид Уотерс преподавал в Университетской школе Милуоки. Райлэнс поступил в эту школу, в которой было лучшее школьное театральное отделение в штате. Он появился во множестве школьных постановок с театральным режиссёром, Дейлом Гуцманом. Его первая значительная роль была в постановке 1976 года «Гамлета». Он исполнил роль Ромео в школьной постановке «Ромео и Джульетты».
Райлэнс взял своё сценическое имя Марка Райлэнса потому, что его первоначальный выбор, Марк Уотерс, был уже взят другим актёром из театра «Equity». Марк выиграл стипендию на обучение в Королевской академии драматического искусства (RADA) в Лондоне, в которой учился с 1978 по 1980 годы под руководством Хью Кратвелла. Его наставником в театральной школе Крисалис в Балхэме (Лондон) была Барбара Бриджмонт. В 1980 году он получил свою первую работу в Гражданском театре Глазго. В 1982 и 1983 гг. он выступал в Королевской шекспировской компании (RSC) в Стратфорд-апон-Эйвоне и Лондоне.
В 1988 году Райлэнс играл Гамлета с RSC в нашумевшей постановке Рона Дэниэла, которая гастролировала в Ирландии и Великобритании целый год. Спектакль затем состоялся в Стратфорд-апон-Эйвоне, где Райлэнс играл попеременно Гамлета и Ромео в постановке «Ромео и Джульетта» в восстановленном театре «Лебедь» в Стратфорде. «Гамлет» гастролировал в США в течение двух лет. В 1990 году Райлэнс и Клэр ван Кампен (впоследствии его жена) основали собственную театральную компанию «Phoebus’ Cart». В следующем году компания поставила «Бурю».
В 1993 году он появился в постановке Мэттью Уорчаса «Много шума из ничего» в Театре Королевы продюсера Тельмы Холт. Роль Бенедикта принесла ему премию Лоренса Оливье за лучшую мужскую роль. В 2005 году он исполнил главную роль британского эксперта по оружию Дэвида Келли в телевизионном фильме «Ревизор», снятым Питером Козмински для канала Channel 4. За эту роль Райлэнс получил премию BAFTA за лучшую мужскую роль в 2005 году.
В 2007 году Райлэнс выступил в постановке «Боинг-Боинг» в Лондоне. В 2008 году он повторил роль на Бродвее, что принесло ему премии «Драма Деск» и «Тони». В 2009 году Райлэнс получил премию Кружка театральных критиков за лучшую мужскую роль за роль Джонни Байрона в пьесе «Иерусалим» Джеза Баттеруорта в театре Ройал-Корт в Лондоне.
В октябре 2014 года было объявлено, что Райлэнс снимется в главной роли в фильме «Большой и добрый великан» — киноадаптации книги Роальда Даля режиссёра Стивена Спилберга.
В 2015 году он сыграл Томаса Кромвеля в сериале «Волчий зал» — адаптации исторических романов Хилари Мэнтел «Вулфхолл» и «Введите обвиняемых» для канала BBC Two. За эту роль он был номинирован на премию «Эмми» за лучшую мужскую роль в мини-сериале или фильме.
Работа Райлэнса в биографической драме «Шпионский мост» режиссёра Стивена Спилберга с Томом Хэнксом, Эми Райан и Аланом Алдой в главных ролях принесла ему премии BAFTA и «Оскар» и номинацию на «Золотой глобус».

## Личная жизнь
Райлэнс был женат на музыкальном режиссёре, композиторе и драматурге Клэр ван Кампен. Они начали встречаться в 1987 году во время работы над постановкой «Вечного жида» в Национальном театре и поженились в Оксфордшире 21 декабря 1989 года. Ван Кампен скончалась от рака в январе 2025 года.

## Фильмография

### Фильмы
| Год  | Название                     | Ориг. название                    | Роль                     | Примечания |  |
| ---- | ---------------------------- | --------------------------------- | ------------------------ | --- |  |
| 1991 | Книги Просперо               | Prospero’s Books                  | Фердинанд                | |  |
| 1991 | Инцидент в Иудее             | Incident in Judaea                | Иешуа Га-Ноцри           | |  |
| 1995 | Ангелы и насекомые           | Angels & Insects                  | Уильям Адамсон           | |  |
| 1995 | Институт Бенжамента          | Institute Benjamenta              | Якоб                     | |  |
| 2001 | Интим                        | Intimacy                          | Джей                     | Номинация — Премия Европейской киноакадемии лучшему актёру (выбор зрителей) |  |
| 2008 | Ещё одна из рода Болейн      | The Other Boleyn Girl             | Томас Болейн             | |  |
| 2011 | Без компромиссов             | Blitz                             | Робертс                  | |  |
| 2011 | Аноним                       | Anonymous                         | Конделл                  | |  |
| 2013 | Дни и ночи                   | Days and Nights                   | Стивен                   | |  |
| 2015 | Ганмен                       | The Gunman                        | Кокс                     | |  |
| 2015 | Шпионский мост               | Bridge of Spies                   | Рудольф Абель            | Премия «Оскар» за лучшую мужскую роль второго плана Премия BAFTA за лучшую мужскую роль второго плана Премия AACTA за лучшую мужскую роль второго плана Премия общества кинокритиков Бостона за лучшую мужскую роль второго плана Премия ассоциации кинокритиков Лос-Анджелеса за лучшую мужскую роль второго плана (2-е место) Премия круга кинокритиков Нью-Йорка за лучшую мужскую роль второго плана Премия круга кинокритиков Сан-Франциско за лучшую мужскую роль второго плана Премия круга кинокритиков Лондона за лучшую мужскую роль второго плана Премия ассоциации кинокритиков Торонто за лучшую мужскую роль второго плана Номинация — Премия «Золотой глобус» за лучшую мужскую роль второго плана — Кинофильм Номинация — Премия Гильдии киноактёров США за лучшую мужскую роль второго плана Номинация — Премия Critics’ Choice Movie Awards за лучшую мужскую роль второго плана |  |
| 2016 | Большой и добрый великан     | The BFG                           | Большой и добрый великан | |  |
| 2017 | Дюнкерк                      | Dunkirk                           | мистер Доусон            | |  |
| 2018 | Первому игроку приготовиться | Ready Player One                  | Anorak / Джеймс Холлидей | |  |
| 2020 | В ожидании варваров          | Waiting for the Barbarians        | Магистрат                | |  |
| 2020 | Суд над чикагской семёркой   | The Trial of the Chicago 7        | Уильям Кунстлер          | Премия Гильдии киноактёров США за лучший актёрский состав в игровом кино |  |
| 2021 | Не смотрите наверх           | Don’t Look Up                     | Питер Ишервел            | |  |
| 2022 | Костюм                       | The Outfit                        | Леонард                  | |  |
| 2022 | Целиком и полностью          | Bones and All                     | Салли                    | |  |
| 2024 | Путь ветра                   | The Way of the Wind               | Сатана                   | |  |
| TBA  | Похищение Эдгардо Мортара    | The Kidnapping of Edgardo Mortara | Пий IX                   | пре-продакшн |  |

### Телевидение
| Год  | Название                   | Ориг. название                      | Роль               | Примечания |
| ---- | -------------------------- | ----------------------------------- | ------------------ | --- |
| 1995 | Гамлет                     | Hamlet                              | Гамлет             | |
| 1997 | Генрих V                   | Henry V                             | Генрих V           | |
| 2003 | Леонардо                   | Leonardo                            | Леонардо да Винчи  | |
| 2003 | Ричард II                  | Richard II                          | Ричард II          | |
| 2004 | Завтрак                    | Breakfast                           | в роли самого себя | |
| 2005 | Ревизор                    | The Government Inspector            | Дэвид Келли        | Премия BAFTA TV за лучшую мужскую роль |
| 2014 | Бинг                       | Bing                                | Флоп (озвучка)     | |
| 2015 | Волчий зал                 | Wolf Hall                           | Томас Кромвель     | Премия BAFTA TV за лучшую мужскую роль Номинация — Премия «Золотой глобус» за лучшую мужскую роль — мини-сериал или телефильм Номинация — Премия Гильдии киноактёров США за лучшую мужскую роль в телефильме или мини-сериале Номинация — Премия «Эмми» за лучшую мужскую роль в мини-сериале или фильме Номинация — Премия Critics’ Choice Television Award за лучшую мужскую роль в фильме/мини-сериале |
| 2024 | Волчий зал: Зеркало и свет | Wolf Hall: The Mirror and the Light | Томас Кромвель     | |

## Работы

### Театр
| Год     | Период                      | Представление                              | Персонаж                   | Театр                                                           | Награды                                                                           |
| ------- | --------------------------- | ------------------------------------------ | -------------------------- | --------------------------------------------------------------- | --------------------------------------------------------------------------------- |
| 1982    |                             | Буря                                       | Ариэль                     | (Выступление с RSC)                                             |                                                                                   |
| 1989    | Гамлет                      | Гамлет                                     |                            | (Выступление с RSC)                                             |                                                                                   |
| 1989    | Ромео и Джульетта           | Ромео                                      |                            | (Выступление с RSC)                                             |                                                                                   |
| 1993    | Генрих V                    | Генрих V                                   | TFANA, Нью-Йорк            |                                                                 |                                                                                   |
| 1993    | Много шума из ничего        | Бенедик                                    | Queens Theatre             | Победа — Премия Лоренса Оливье за лучшую мужскую роль           |                                                                                   |
| 1994    | Как вам это понравится      | Тачстоун                                   | TFANA, Нью-Йорк            |                                                                 |                                                                                   |
| 1995    | Макбет                      | Макбет                                     | Greenwich Theatre          |                                                                 |                                                                                   |
| 2007    | Боинг-Боинг                 | Роберт                                     | Comedy Theatre             | Номинация — Премия Лоренса Оливье за лучшую мужскую роль (2008) |                                                                                   |
| 2007    | Я — Шекспир                 | Фрэнк                                      | гастроли по Великобритании |                                                                 |                                                                                   |
| 2008    | Пер Гюнт                    | Пер Гюнт                                   | Театр Гатри, Миннеаполис   |                                                                 |                                                                                   |
| 2008    | Боинг-Боинг                 | Роберт                                     | Longacre Theatre, Нью-Йорк | Победа — премия «Тони» за лучшую мужскую роль в пьесе (2008)    |                                                                                   |
| 2009    | июл-авг                     | Иерусалим Джеза Баттеруорта                | Джонни Байрон              | Ройал-Корт                                                      | Победа — премия Кружка театральных критиков за лучшую мужскую роль (2009)         |
| 2009    | окт-дек                     | Этюд Сэмюэла Бекетта                       | Хэмм                       | Duchess Theatre                                                 |                                                                                   |
| 2010    | янв-апр                     | Иерусалим Джеза Баттеруорта                | Джонни Байрон              | Apollo Theatre                                                  | Победа —Премия Лоренса Оливье за лучшую мужскую роль                              |
| 2010    | июн-авг                     | La Bete Дэвида Хирсона                     | Валере                     | Comedy Theatre                                                  | Номинация — Премия Лоренса Оливье за лучшую мужскую роль (2011)                   |
| 2010    | снт-фев                     | La Bete Дэвида Хирсона                     | Валере                     | Music Box Theatre, Бродвей                                      |                                                                                   |
| 2011    | снт-фев                     | La Bete Дэвида Хирсона                     | Валере                     | Music Box Theatre, Бродвей                                      |                                                                                   |
| апр-авг | Иерусалим Джеза Баттеруорта | Джонни Байрон                              | Music Box Theatre, Бродвей | Победа — премия «Тони» за лучшую мужскую роль в пьесе (2011)    |                                                                                   |
| окт-янв | Иерусалим Джеза Баттеруорта | Джонни Байрон                              | Apollo Theatre             |                                                                 |                                                                                   |
| 2012    | нбр-фев 2013                | чередуясь в Ричарде III и Двенадцатой ночи | Ричард III / Оливия        | Apollo Theatre                                                  |                                                                                   |
| 2013    | апр-май                     | Милая рыбка Марка Райлэнса и Луи Дженкинса | Рон                        | Театр Гатри                                                     |                                                                                   |
| 2013    | окт-фев                     | чередуясь в Ричарде III и Двенадцатой ночи | Ричард III / Оливия        | Belasco Theatre, Бродвей                                        | Победа — премия «Тони» за лучшую мужскую роль в пьесе («Двенадцатая ночь») (2014) |
| 2014    | окт-фев                     | чередуясь в Ричарде III и Двенадцатой ночи | Ричард III / Оливия        | Belasco Theatre, Бродвей                                        | Номинация — премия «Тони» за лучшую мужскую роль в пьесе («Ричард III») (2014)    |
| 2015    | фев-март                    | Фаринелли и король Клэр ван Кампен         | король Филипп V            | Sam Wanamaker Playhouse                                         |                                                                                   |
| 2015    | сент-дек                    | Фаринелли и король Клэр ван Кампен         | король Филипп V            | Duke of York’s Theatre                                          |                                                                                   |

#### Шекспировский «Глобус»
Наряду с выступлениями Райлэнса на сцене, он много раз появлялся в воссозданном в 1997 году Шекспировском «Глобусе» в Саутварке, Лондоне, на южном берегу Темзы. Отмечен как один из лучших шекспировских актёров последних времён; его выступления в Шекспировском «Глобусе» отмечены среди его лучших работ.
| Год  | Название            | Ориг. название              | Роль                              | Примечания             |
| ---- | ------------------- | --------------------------- | --------------------------------- | ---------------------- |
| 1996 | Два веронца         | The Two Gentlemen of Verona | Протей                            |                        |
| 1997 | Генрих V            | Henry V                     | Генрих V                          |                        |
| 1998 | Венецианский купец  | The Merchant of Venice      | Бассанио                          |                        |
| 1999 | Антоний и Клеопатра | Antony and Cleopatra        | Клеопатра                         |                        |
| 2000 | Гамлет              | Hamlet                      | Гамлет                            |                        |
| 2001 | Цимбелин            | Cymbeline                   | Клотен                            |                        |
| 2002 | Метаморфозы         | The Golden Ass              | Луций                             |                        |
| 2002 | Двенадцатая ночь    | Twelfth Night               | Оливия                            | премия критиков Оливье |
| 2003 | Ричард II           | Richard II                  | Ричард II                         |                        |
| 2004 | Мера за меру        | Measure for Measure         | герцог Винченцио                  |                        |
| 2005 | Буря                | The Tempest                 | Просперо Стефано Себастьян Алонсо |                        |
| 2012 | Ричард III          | Richard III                 | Ричард III                        |                        |
| 2012 | Двенадцатая ночь    | Twelfth Night               | Оливия                            |                        |

## Награды и номинации
Награды
- Премия «Оскар»
  - 2016 — Лучшая мужская роль второго плана, за фильм «Шпионский мост»
- Премия Британской киноакадемии
  - 2016 — Лучшая мужская роль на TV, за мини-сериал «Волчий зал»
  - 2016 — Лучшая мужская роль второго плана, за фильм «Шпионский мост»
  - 2006 — Лучшая мужская роль на TV, за фильм «Ревизор»

Номинации
- Премия «Золотой глобус»
  - 2016 — Лучшая мужская роль второго плана, за фильм «Шпионский мост»
  - 2016 — Лучшая мужская роль (мини-сериал или телефильм), за мини-сериал «Волчий зал»
- Премия «Эмми»
  - 2015 — Лучшая мужская роль (мини-сериал или фильм), за мини-сериал «Волчий зал»
- Премия Европейской киноакадемии
  - 2001 — Лучший актёр (выбор зрителей), за фильм «Интим»